# Spriggina
A Spriggina egy nagyon korai kétoldali szimmetriájú állat, bizonytalan rokonsági kapcsolatokkal. A fosszíliái az ediakara időszakból, mintegy 550 millió évvel ezelőttről ismertek. Ez az állatka nagyjából 3-5 centiméter hosszúságú ragadozó lehetett, a hasi oldalon két, a háti oldalán egy sor, egymásba illeszkedő lemezzel. Az első lemezek összeolvadása alkotta a "fejrészt".
A pontos rokonsági kapcsolatai ismeretlenek, a besorolása is ezt tükrözi. Megpróbálták elhelyezni a gyűrűsférgek között, a páfránylevélre emlékeztető rangeomorpha-szerűek csoportjában, gondolták a Charniodiscus egy változatának, a trilobita ízeltlábúak rokonságába tartozónak, vagy a Proarticulaták közé, esetleg egy másik kihalt törzsbe tartozónak. Mivel nincsenek nyomai ízelt lábnak vagy tagolt végtagoknak, valamint a testét a csúsztatva tükrözés jellemzi szimmetria helyett, az ízeltlábúak közé helyezést jelenleg elsietettnek tartják.
A Spriggina floundersi Ausztrália fosszília-jelképe, mivel ezt a kis teremtményt sehol máshol nem találták eddig meg.

## Megjelenése

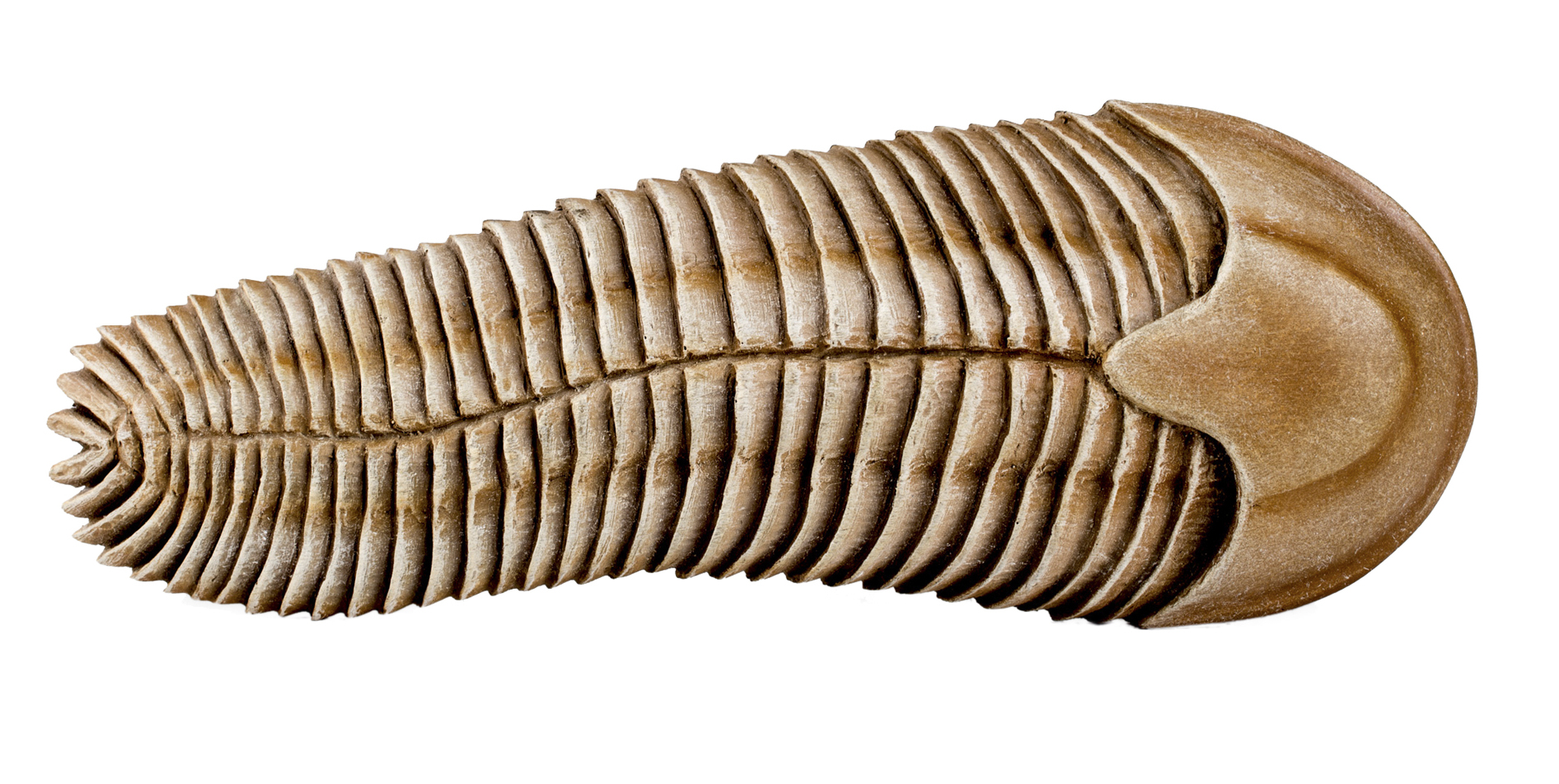
Spriggina floundersi, életkép a trentói tudományos múzeumban.

A Spriggina nagyjából 3 centiméteres hosszúságot elérő, elnyújtott testű állatka volt. A teste szelvényezett volt, melyek egymással össze nem olvadtak, és egyes esetekben íves alakot öltöttek. Az állatka felső részét egy sor egymást átlapoló lemez fedte, az alsó felén ezek párosával jelentek meg.
Az első két szegmens alkotta a lópatkóra emlékeztető fejet. Ezen két benyomódás található, amik elképzelhető, hogy a szemek helyét jelölték ki. A következő kettőn egyfajta csáp volt található. A további egységek már egymástól nem különböznek jelentősen.
Némelyik fosszília félköríves fejrészén egy körkörös nyom látható, amit egyes kutatók szájnak vélnek. Sajnos a teremtmény kis mérete és a homokkő nagy szemcsemérete miatt ez nem támasztható alá teljes bizonyossággal. Lábak nyomát nem találni.
A test szimmetriája nem egészen kétoldali, inkább tűnik egyfajta csúsztatva tükrözésnek, eszerint az egymással szembeni lemezek egy-egy fél lépésközzel vannak eltolva egymáshoz képest. Egyes lenyomatokon a lemezek visszafelé fordulva állnak, durván cikcakkos mintát alkotva, másokon pedig többé-kevésbé egyenesek. A legtöbb fosszília azonban ezek között helyezkedik el.

## Fellelhetősége
A Spriggina kizárólag ediakara korú üledékekből ismert. Ugyan a Vindhya-hegységben talált, 1,2 milliárd évesnek mért fosszíliákat is a Sprigginához sorolták, de ezek inkább a mikrobaszőnyeg nyomai lehetnek. A Spriggina teste szívós, de nem mészkövesedett lehetett, erre bizonyíték, hogy a lenyomatai mindig az alsó, homokköves rétegben jelennek meg benyomódásként.

## Kapcsolódási pontok

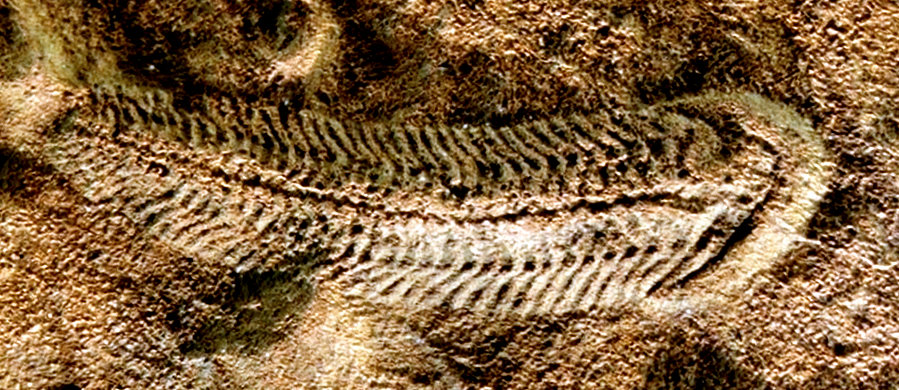
A Spriggina egyik lenyomatának számítógéppel feldolgozott képe

Mint az Ediakara-fauna legtöbb példányánál jellemző, a Spriggina rokonsága is csak halványan látható a múlt ködén át. Nagy vonalakban a soksertéjű gyűrűsférgek közül a Tomopteris egyedeire, illetve a tűzférgek csoportjára hasonlít. Sajnos nincsen nyoma a sertéknek, illetve egyéb hiányosságok arra utalnak, hogy feltehetően mégsem ebbe a törzsbe tartozó állatkáról van szó. A hasonlóság alapján a Rangeomorpha csoportba is besorolható, a páfrányszerű alakja miatt, ámbátor az Ediakara-fauna ezen csoportja feltehetően egy külön birodalmat alkotott.
Habár az eltolásos szimmetria alapján ez kétséges, egyes kutatók szerint az ízeltlábúak közé tartozó lény lehetett. Ezt főleg a trilobitákkal való hasonlóságra alapozzák. Ez a tulajdonság kétségtelen, azonban nem zárhatjuk ki a konvergens evolúció eshetőségét sem.
Feltehetőleg ragadozó volt, és, mint ilyen, fontos szerepe lehetett a kambriumi robbanás létrejöttében.

## Megismerése
A nem a nevét Reg Sprigg után kapta. Ő fedezte fel az első fosszíliákat az Ediacara-dombságban – a dél-ausztráliai Flinders-hegységben található -, amik többsejtűek közé besorolásának szószólója is volt egyben. A nem egyetlen faja a Spriggina floundersi, amit az ausztrál fosszíliavadászról, Ben Floundersről neveztek el. A korábban Spriggina ovata néven ismert fajt egy saját nemet kapott Marywadea néven.

## Fordítás
- Ez a szócikk részben vagy egészben  a   Spriggina című angol Wikipédia-szócikk ezen változatának fordításán alapul.  Az eredeti cikk szerkesztőit annak laptörténete sorolja fel. Ez a jelzés csupán a megfogalmazás eredetét és a szerzői jogokat jelzi, nem szolgál a cikkben szereplő információk forrásmegjelöléseként.